# Großsteingrab Blankensee

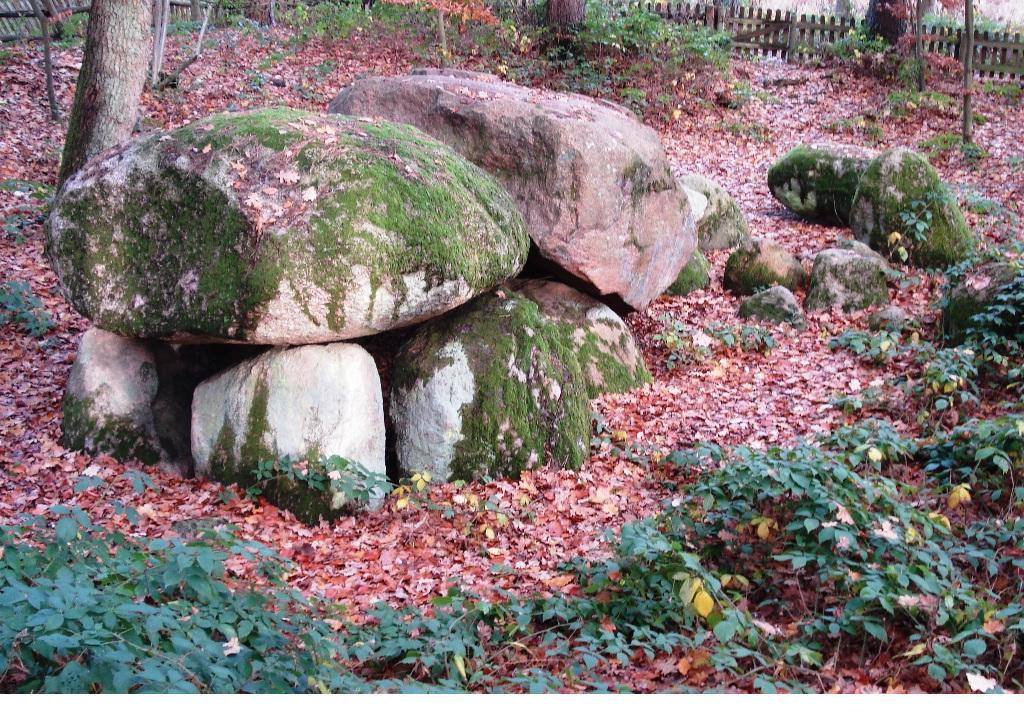
Das Großsteingrab Lübeck-Blankensee (aus Südwesten)

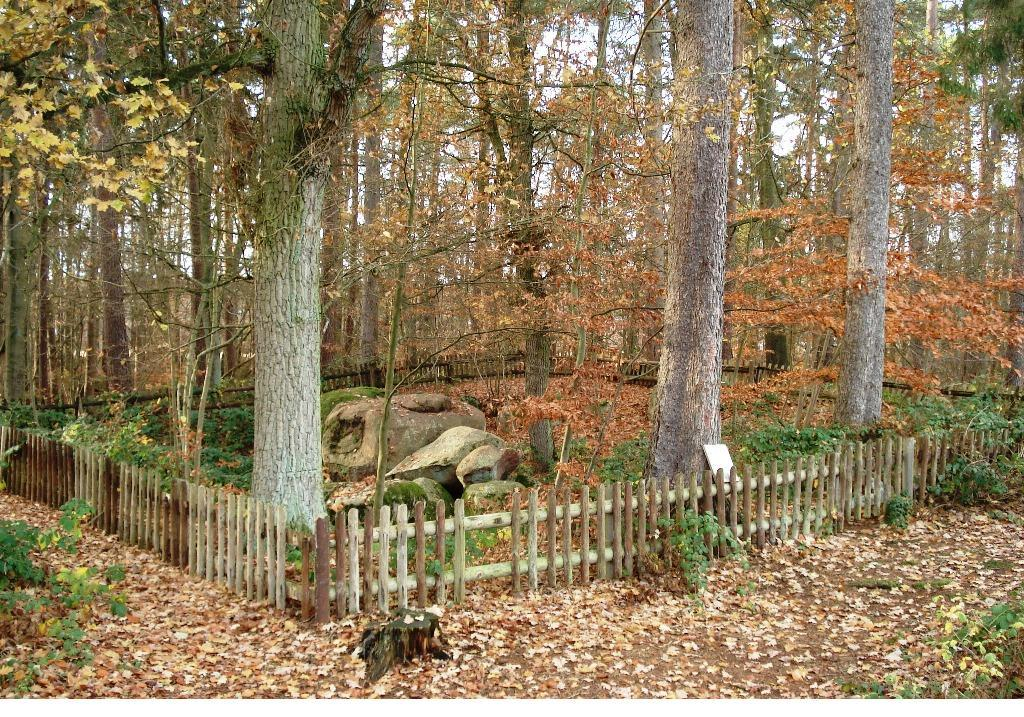
Das Großsteingrab Lübeck-Blankensee – Gesamtansicht (aus Südosten)

Das Großsteingrab Blankensee (auch Steingrab bei Blankensee; Hünengrab Blankensee) ist ein Dolmen in einem Waldstück in Lübeck-Blankensee (im Lübecker Stadtteil St. Jürgen) in Schleswig-Holstein – nahe der B 207 und A 20 – mit der Sprockhoff-Nummer 249. Die Megalithanlage der Trichterbecherkultur (TBK) entstand zwischen 3500 und 2800 v. Chr. 

## Beschreibung
Das Ganggrab befindet sich in einer leichten Eintiefung des Geländes umgeben von einem niedrigen Zaun. Das in West-Ost-Richtung errichtete Grab hat eine Länge von etwa acht Metern und (mit Teilen des Ganges) eine Breite von etwa 3,5 m und eine Höhe von etwa zwei Metern. Der Innenraum ist etwa fünf Meter lang, etwa 1,5 m breit und weniger als einen Meter hoch.
Das vom Typ her als „Holsteiner Kammer“ bezeichnete Ganggrab besteht aus großen Findlingen. Vier Tragsteine auf der nördlichen, fünf (oder sechs) Tragsteine auf der südlichen Längsseiten tragen die vier Decksteine (von denen die beiden westlichen von erheblicher Größe sind); zwei Endsteine an der westlichen und ein Endstein an der östlichen Schmalseite schließen die Kammer. Einer der Trägersteine unter dem größten Deckstein scheint abgesunken zu sein. 
Der verstürzte Zugang zur Kammer befand sich im Osten der südlichen Längsseite. Die Decksteine fehlen bzw. befinden sich nicht mehr auf den (teilweise als solche identifizierbaren) Tragsteinen, der Übergang ist – durch den abgesunkenen Tragstein – kaum erkennbar.
Die Randsteine des Erdhügels (die die ursprüngliche Größe des deckenden Erdhügels anzeigen) sind noch vorhanden und teilweise sichtbar. Im Nordwesten befinden sich (in einem Abstand von etwa drei bis vier Metern von der Grabkammer) zehn im Bogen stehende Findlinge; im Südwesten befindet sich (in einem Abstand von etwa drei bis 1,5 m von der Grabkammer) eine Reihe von fünf Findlingen, die an jene Steine, die den Zugang zur Kammer bilden, anschließen. Damit ist der Hügel einer der neben Gowens, Kreis Plön ganz seltenen D-förmigen Exemplare, in dem die Kammer schräg angeordnet liegt.

## Geschichte
Das Alter der jungsteinzeitlichen Megalithanlage wird auf 5000 bis 5500 Jahre geschätzt.
Das Großsteingrab wurde 1857 archäologisch untersucht. Dabei wurde der ursprüngliche, flache Erdhügel um die Kammer herum abgetragen bzw. zur Seite geräumt, weshalb sich das Grab heute in einer rund 1,5 m messenden Eintiefung befindet. Die sich ursprünglich zwischen den heute sichtbaren Steinen befindliche Verfüllung wurde entfernt. 
Im Rahmen der Untersuchungen des Grabhügels wurden in der Grabkammer menschliche Knochen und zwei Tonscherben gefunden. 
In der Erde des Grabhügels wurden, ggf. als Spuren einer oder mehrerer bronzezeitlicher (Nach-)Bestattungen, ein Beil aus Feuerstein und ein Messer aus Bronze gefunden.

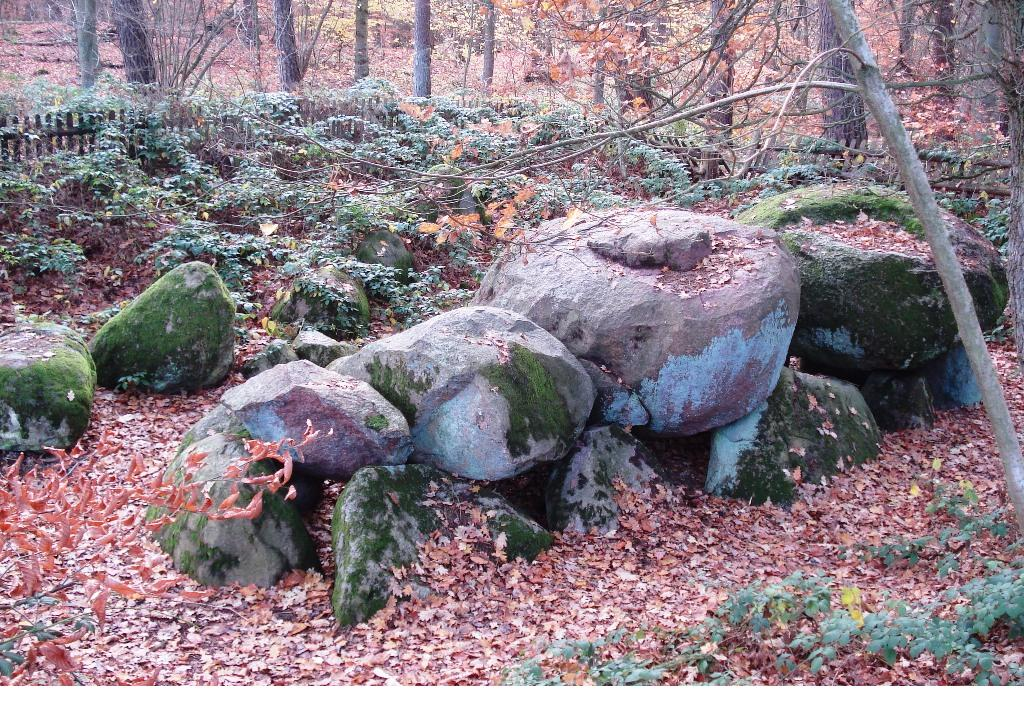
Das Großsteingrab Lübeck-Blankensee (aus Nordost)
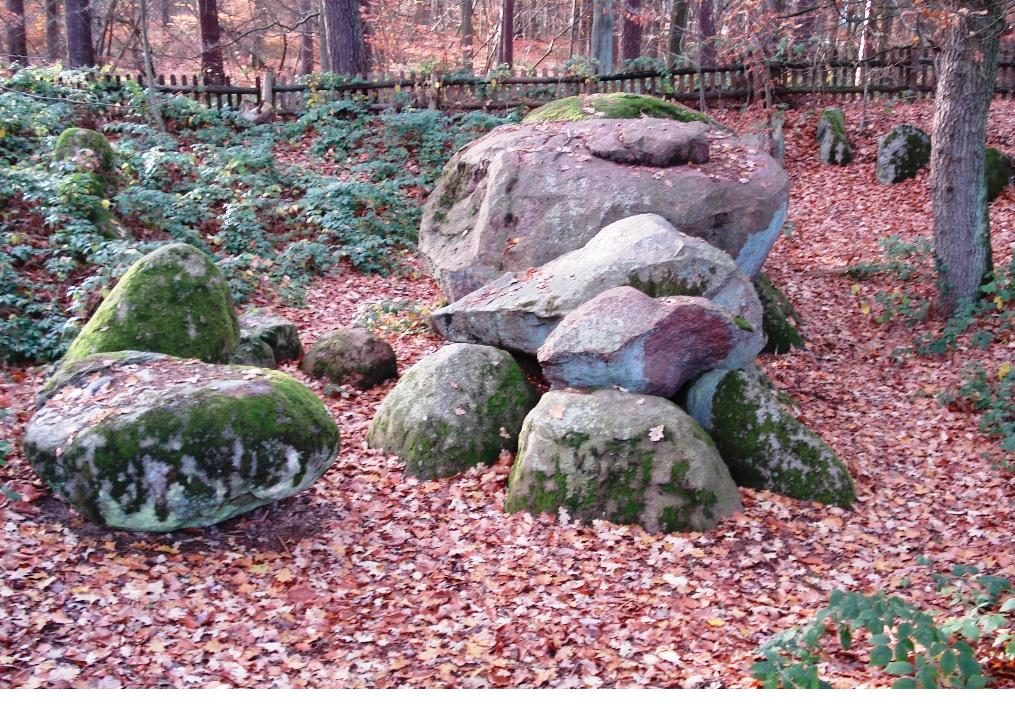
Das Großsteingrab Lübeck-Blankensee (aus Osten) – auf der linken Seite befinden sich die Reste des Eingangs
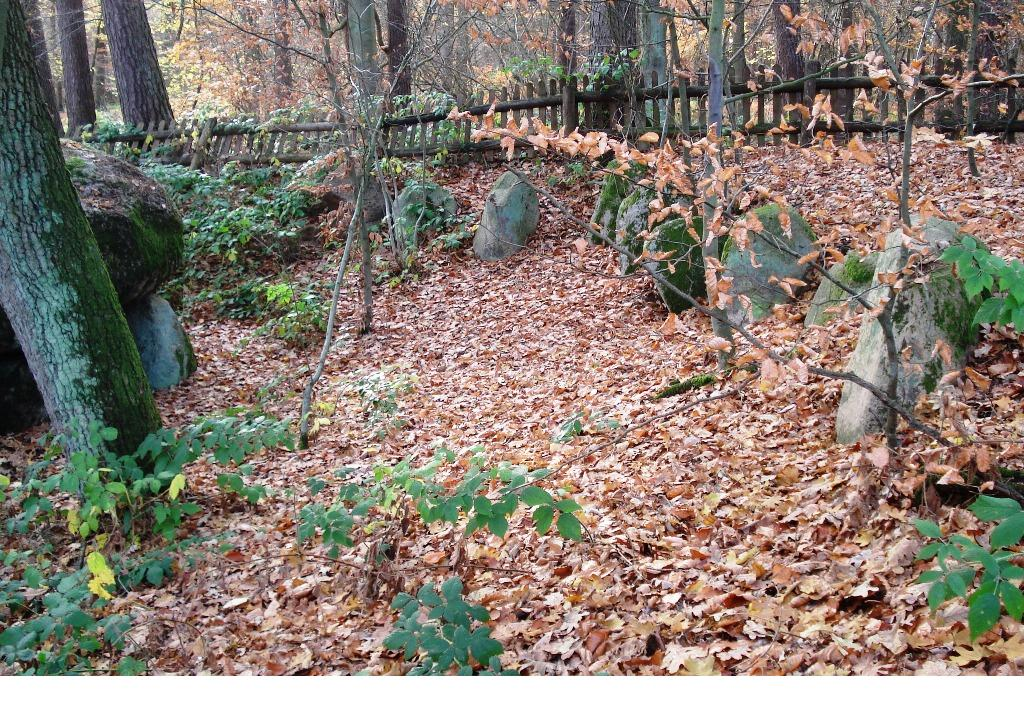
Die nordwestlich gelegenen Stützsteine am Großsteingrab Lübeck-Blankensee

## Sonstiges
Das Großsteingrab ist als archäologisches Denkmal geschützt.